# جنيف
جنيف (بالفرنسية: Genève، بالألمانية: Genf ) وذكرها الادريسي باسم جنبرة، مدينة سويسرية تقع في جنوب غربي البلاد، وهي عاصمة كانتون جنيف، تقع على النهاية الغربية لبحيرة جنيف، حيث ينبع نهر الرّون. يبلغ عدد سكانها 206 109 نسمة وسكان منطقة العاصمة 378.274 نسمة. هي ثاني أكبر مدن سويسرا وأكبر مدن الجزء الناطق بالفرنسية. تقع في أقصى جنوب غرب البلاد على مقربة من الحدود الفرنسية على بحيرة جنيف ونهر الرون. جنيف هي مقر العديد من المنظمات الدولية، منها منظمة الأمم المتحدة ومنظمة الصحة العالمية، منظمة التجارة العالمية، اللجنة الدولية للصليب الأحمر، منظمة الملكية الفكرية، منظمة العمل الدولية، منظمة حقوق الإنسان. هي أيضا تعتبر مقرًا لاتفاقيات دولية عديدة.
تقع مدينة جنيف ـ الناطقة بالفرنسية، على خليج، حيث يغادر نهر الرون بحيرة جنيف الشهيرة.. وتحيط بهذه المدينة الرائعة قمم جبال الألب القريبة والتضاريس الجبلية في يورا، مع تقاليدها الإنسانية ونزعتها المنفتحة على العالم، حيث تحتضن المقر الأوروبي لمنظمة الأمم المتحدة وكذلك المقر الرئيسي لمنظمة الصليب الأحمر.. ولهذا عُرفت جنيف بأنها «عاصمة السلام».

## تاريخ المدينة

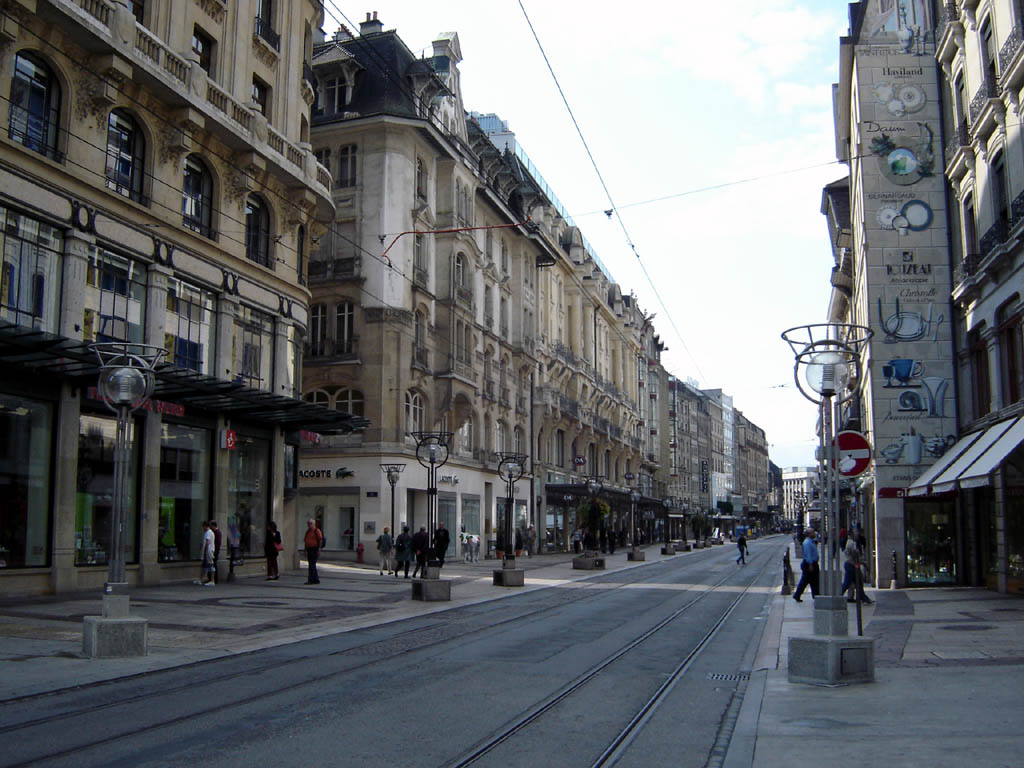
شارع الصليب الذهبي في جنيف،سويسرا.

الذهبيأمان مستعمرة حيث تقع جنيف الآن. وخلال العصور الوسطى، كانت جنيف مقر ملوك منطقة برغنديا. وفي القرن الحادي عشر الميلادي أصبحت جنيف مدينة محكومة محلياً للإمبراطورية الرومانية المقدسة. وخلال القرن السادس عشر الميلادي، وتحت قيادة كالفن، أصبحت جنيف مركزاً للبروتستانتية. وفي عام 1815م، انضمت مقاطعة جنيف لاتحاد الكانتونات السويسري الذي سميّ الاتحاد السويسري الكونفدرالي....
قال فيها الادريسي: «ومدينة جنبرة مدينة عامرة الديار واسعة الأقطار متحصنة على ضفة نهر رودنو وبشرقيه».

## عيد السلالم أو الأدراج
من 11 إلى 12 ديسمبر من كل عام يحتفل الجنيفيون بمناسبة انتصارهم على الفرنسيين السافويين في ليلة الحادي عشر إلى الثاني عشر من ديسمبر عام 1602 حيث شنَّ الدوق شارل إيمانويل هجوما على المدينة وحاول جنوده التسلق على الأسوار بواسطة سلالم لذلك أطلق على العيد هذا الاسم. وقاومت نساء المدينة بسكب الحساء الساخن بالطناجر على الجنود، لذلك يحتفل أهل المدينة كل عام بشراء الشوكولاتة على شكل الطنجرة.

## أعياد الصيف
برعاية كانتون جنبف تحتفل المدينة على ضفاف البحيرة كل صيف وهو عيد لجذب السياحة، وينفق الكانتون ميزانية ضخمة لتصميم الألعاب النارية بأجمل الأشكال.

## نافورة جنيف
تضخ الماء لارتفاع يصل إلى 140 مترا، وتعتبر رمز المدينة، تم تصميمها في عام 1886 وكانت بالبداية لغرض تقليل ضغط المياه عند الضخ لسكان المدينة، مع حلول العام 1891 تم تطويرها لتصبح معلما سياحيا جذابا وكانت قدرتها بذلك الوقت 90 مترا فقط. إلى عام 1951 تم تطويرها أكثر بالمضخات ومصادر الماء والإضاءة لتصبح معلم المدينة المشهور. .

## جامعة جنيف
هي إحدى المعالم الرئيسية للمدينة ورمز يفتخر به الجنيفيون. أسسها في عام 1559 جن كالفن Jean Calvin أحد القادة الدينيين المؤسسين للفرع البروتيستانتي المسيحي، أطلق عليها بالبداية اسم أكاديمية جنيف وكانت لتدريس اللاهوت واللغات القديمة كاليونانية والعبرية. تطورت الأكاديمية لتصبح جامعة جنيف بعصر النهضة الأوروبية في عام 1873 مع بناء كلية الطب..
اليوم تعتبر جامعة جنيف إحدى أفضل الجامعات على مستوى العالم، فيها حوالي 400 برنامج أكاديمي وتضم أكثر من 14000 طالب وطالبة والقبول فيها تنافسي على أساس النخبة. لغات التدريس هي الفرنسية والإنجليزية. تخرج من جامعة جنيف مشاهير على مستوى العلوم والسياسة والفنون مثل ورنر آربر Werner Arber جائزة نوبل للطب، جونار ميردال Gunnar Myrdal جائزة نوبل للاقتصاد، إيدموند فيشر Edmond H. Fischer جائزة نوبل للطب، كوفي أنان Kofi Annan جائزة نوبل للسلام، وآخرين.
تطبق جامعة جنيف النموذج الفرنسي الجامعي كالآتي: 4 سنوات للمرحلة الجامعية الأولى وهي شهادة الليسانس (Licence)، المرحلة الجامعية الثانية من 1-2 سنة لشهادة الدراسات المعمقة Diplôme d'études approfondies، المرحلة النهائية وهي الدكتوراه Doctorat من 3-5 أعوام. وقعت جامعة جنيف حديثًا على اتفاقية بولونيا Bologna Accord لتوحيد النظم الجامعية الأوروبية وبذلك ستطبق نموذجا آخر ويتم إلغاء النموذج الفرنسي .

## وصلات خارجية
- جنيف - من موقع الموسوعة المعرفية الشاملة